# Periplaneta
Przybyszka (Periplaneta) – rodzaj karaczanów z rodziny karaczanowatych.

## Morfologia
Czułki cienkie, dłuższe od ciała. Przedplecze trapezowate z jaśniejszymi plamami na ciemnym tle. Pokrywy dobrze rozwinięte, skórzaste z wyraźnie widocznymi żyłkami. Tylne skrzydła dobrze rozwinięte. Odnóża długie, wyposażone w kolce na udach i goleniach oraz silnie rozwinięte przylgi.

## Rozprzestrzenienie
Większość gatunków zamieszkuje strefę międzyzwrotnikową i podzwortnikowe, niektóre kosmopolityczne. W Polsce stwierdzono obecność dwóch synantropów: przybyszki amerykańskiej i australijskiej.

## Systematyka
Do rodzaju tego należą 52 gatunki:
- Periplaneta aboriginea Roth, 1994
- Periplaneta affinis Saussure, 1869
- Periplaneta americana (Linnaeus, 1758) – przybyszka amerykańska
- Periplaneta atemeleta Princis, 1966
- Periplaneta atrata Bei-Bienko, 1969
- Periplaneta atricollis Saussure, 1899
- Periplaneta australasiae (Fabricius, 1775) – przybyszka australijska
- Periplaneta australis (MacLeay, 1827)
- Periplaneta banksi Hanitsch, 1931
- Periplaneta basedowi Tepper, 1904
- Periplaneta benzoni Princis, 1951
- Periplaneta bicolor Shelford, 1908
- Periplaneta blattoides Hanitsch, 1933
- Periplaneta brunnea Burmeister, 1838
- Periplaneta capeneri Princis, 1963
- Periplaneta caudata Bei-Bienko, 1969
- Periplaneta ceylonica Karny, 1908
- Periplaneta constricta Bei-Bienko, 1969
- Periplaneta cylindrica (Thunberg, 1826)
- Periplaneta diamesa Bei-Bienko, 1954
- Periplaneta ebneri Princis, 1951
- Periplaneta elegans Hanitsch, 1927
- Periplaneta ferreirae Princis, 1963
- Periplaneta fictor Princis, 1966
- Periplaneta floweri Hanitsch, 1931
- Periplaneta formosana (Karny, 1915)
- Periplaneta fuliginosa Serville, 1838
- Periplaneta fulva Bei-Bienko, 1969
- Periplaneta indica Karny, 1908
- Periplaneta japanna Asahina, 1969
- Periplaneta japonica Karny, 1908
- Periplaneta lata (Herbst, 1786)
- Periplaneta lebedinskii Adelung, 1903
- Periplaneta liui Bei-Bienko, 1957
- Periplaneta malaica Karny, 1908
- Periplaneta media Chopard, 1938
- Periplaneta methanoides Brunner von Wattenwyl, 1898
- Periplaneta nigra Princis, 1966
- Periplaneta nitida (Bolívar, 1890)
- Periplaneta panfilovi Bei-Bienko, 1969
- Periplaneta quadrinotata Princis, 1950
- Periplaneta regina Saussure, 1864
- Periplaneta robusta (Shelford, 1909)
- Periplaneta savignyi Krauss, 1890
- Periplaneta semenovi Bei-Bienko, 1950
- Periplaneta spinosostylata Krauss, 1902
- Periplaneta stygia Shelford, 1909
- Periplaneta sublobata Bei-Bienko, 1969
- Periplaneta suzukii Asahina, 1977
- Periplaneta svenhedini Hanitsch, 1933
- Periplaneta valida Brunner von Wattenwyl, 1893
- Periplaneta vosseleri Shelford, 1908